# احمد ناجی سالم
احمد ناجی سالم (انگلیسی: Ahmed Nagui Salem؛ زادهٔ ۱۹۵۳) بازیکن فوتبال است.
وی همچنین در تیم ملی فوتبال مصر بازی کرده‌است.